# Västra Snartjärnet
Västra Snartjärnet är en sjö i Arvika kommun i Värmland och ingår i Göta älvs huvudavrinningsområde.
Västra Snartjärnet ligger i Byamossarna Natura 2000-område.